# Camden (Nova Jérsia)
Camden é uma cidade localizada no estado americano de Nova Jérsia, no Condado de Camden.

## Demografia
Segundo o censo americano de 2020, a sua população era de 71 mil habitantes. Em 2006, foi estimada uma população de 79 318. Camden pode ser a casa de algumas das cidades mais seguras nos Estados Unidos, mas afirma também a segunda cidade mais perigosa. Camden é classificado como número 1 em termos de assalto e detém posições no top 15 para o homicídio, auto roubo, estupro e assalto, então por isso teve uma caída de -0,7%. Em 2012, a população era de 77 245 pessoas, sendo 47,94% de negros, 2,11% asiáticos, 27,57% de qualquer outra raça e 4% de mestiços, além de 17,55% de brancos. Latinos de qualquer outra raça representam 47,25% dos habitantes (porto-riquenhos 22%, panamenhos 9%, guatemaltecos 7,25%, salvadorenhos 4%, colombianos 1,5% e brasileiros 0,8%). Brancos que se declaram caucasianos representavam apenas 1,96% dos habitantes.
Camden também é considerada a cidade mais pobre dos Estados Unidos, 2 entre 5 moradores vivem abaixo da linha da pobreza, sendo 35% da população pobre. A cidade sofre com intensa corrupção política, policial, e uma economia fraca e ineficiente, onde a maior empresa é uma fábrica de sopas enlatadas. Na educação, Camden gasta US$ 17 000 com cada estudante mas só 2/3 deles se formam. Foi uma das primeiras cidades americanas a divulgar seu índice de qualidade de vida (IDH) que era de 0,785, considerado médio-baixo para os padrões de vida dos Estados Unidos. O índice de homicídios é o maior dos Estados Unidos, com 2 333 mortes por 100 000 habitantes.
Alguns autores americanos dizem que Camden é negligenciada pelo governo e vista como uma cidade sem solução, visto que ao ter oportunidade muitos deixam a cidade ou recusam emprego nela por seus altos índices de violência.

## Geografia
De acordo com o United States Census Bureau tem uma área de
26,8 km², dos quais 22,8 km² cobertos por terra e 4,0 km² cobertos por água. Camden localiza-se a aproximadamente 21 m acima do nível do mar.

## Localidades na vizinhança
O diagrama seguinte representa as localidades num raio de 8 km ao redor de Camden.